# Batillus (razred supertankerjev)
Razred supertankerjev Batillus je bil razred štirih supertankerjev, ki so jih zgradili v 1970ih v francoski ladjedelnici Chantiers de l'Atlantique v kraju Saint-Nazaire, Francija. Vse štiri ladje so razgradili. Imeli so nosilnost 555 000 metričnih ton in dolžino 414 metrov. Z gros tonažo  275 268 GT so postavili rekord, ki še vedno stoji danes.
Edina večja ladja po nosilnosti in izpodrivom je bil supertanker Knock Nevis, ki pa je imel manjšo gros tonažo in sicer 260 581 GT.
Ugrez je bil skoraj 28,5 metrov. Za razliko od večine drugih supertankerjev je Batillus imel dva propelerja, dva bojlerja in dve smerni krmili. Lahko je deloval tudi samo z enim propelerjem in enim bojlerjem.

## Ladje razred Batillus
- Batillus, zgrajen 1976, razgrajen 1985.[1]
- Bellamya, zgrajen 1976, razgrajen 1986.[2]
- Pierre Guillaumat, zgrajen  1977, razgrajen 1983.[3]
- Prairial, zgrajen  1979,preimenovan v Sea Brilliance, potem Hellas Fos, in na koncu Sea Giant, razgrajen 2003[4]

## Specifikacije
- Tip: Supertanker (ULCC)
- Tonaža: 275 268 GT; 225,473 NT
- Nosilnost: 555 000 ton
- Izpodriv: 74 140 dolgih ton (lahek) in 629 191 dolgih ton (polno naložen)
- Dolžina: 414,22 m (1 359,0 ft)
- Širina: 63,01 m (206,7 ft)
- Ugrez: 	28,5 m (94 ft)
- Moč motorjev: 64 800 KM (48,3 MW)
- Pogon: 4 × Stal-Laval parne turbine

2 propelerja
- Hitrost: 16 vozlov (30 km/h; 18 mph)